# GQ del Llop
GQ del Llop és una estrella variable T Tauri a uns 500 anys llum de distància situada a la constel·lació del Llop. L'estrella és jove i té al voltant del 70% de la massa del Sol.

## Sistema planetari possible

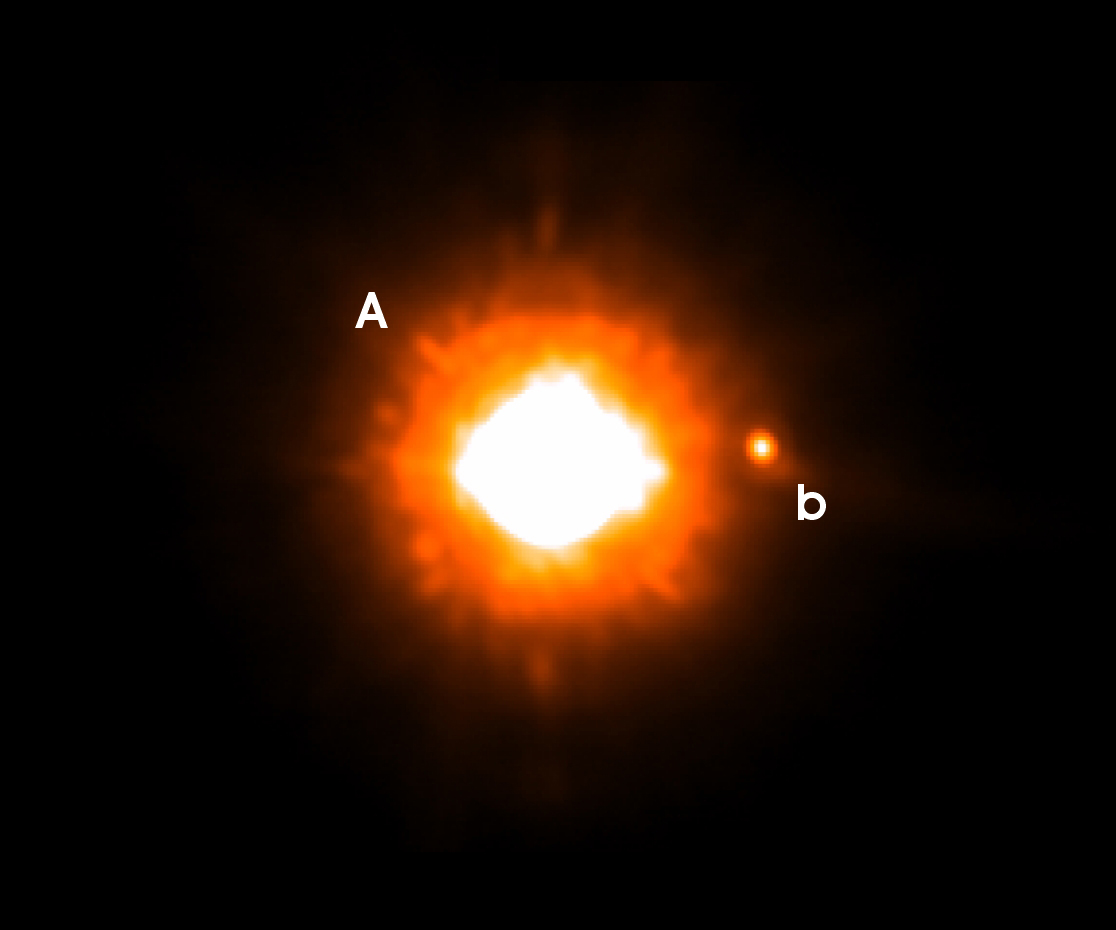
Imatge de VLT NACO, presa en la banda Ks, de GQ del Llop. El punt feble de la llum a la dreta de l'estrella és el company de fred recentment descobert. És 250 vegades més feble que la pròpia estrella i es troba a 0.73 arc segon a l'oest. A la distància de GQ Lupi, això correspon a una distància d'uns 100 ua. El nord està a dalt i l'est a l'esquerra.

El 2005, Ralph Neuhäuser i els seus col·legues van informar un objecte subestel·lar, GQ del Llop b, que orbita l'estrella. Juntament amb 2M1207b, aquest va ser un dels primers candidats planetaris extrasolars que es van obtenir imatges directament. La imatge es va fer amb el telescopi VLT de l'Observatori Paranal, Xile, el 25 de juny de 2004. Segons la seva massa i la definició d'un planeta, GQ del Llop b pot o no ser considerat un planeta. A partir de 2006, el grup de treball de la Unió Astronòmica Internacional sobre planetes extrasolars va qualificar a GQ Lupi com un "possible company de massa planetària d'una jove estrella."
| Companya (per ordre des de l'estrella) | Massa   | Semieix major (ua) | Període orbital (dies) | Excentricitat | Inclinació | Radi |
| -------------------------------------- | ------- | ------------------ | ---------------------- | ------------- | ---------- | ---- |
| b                                      | 1–36 MJ | —                  | —                      | —             | —          | —    |